# Córdoba (tartomány, Spanyolország)
Córdoba tartomány egy tartomány Spanyolországban, Andalúzia autonóm közösségben. Itt volt a Córdobai Kalifátus központja. Déli részén található a Montilla–Moriles borvidék